# Grumman OV-1 Mohawk
Il Grumman OV-1 Mohawk era un bimotore turboelica da osservazione e supporto tattico con capacità STOL, poi attacco al suolo leggero, prodotto dall'azienda statunitense Grumman Aircraft Engineering Corporation nel periodo tra gli anni cinquanta e sessanta.
Nato come aereo da osservazione disarmato, venne progettato per fornire un supporto aereo alle truppe di terra e comunicare la situazione del campo di battaglia, con possibilità di operare da piste non preparate. In seguito venne fornito di capacità offensive leggere.

## Versioni
YAO-1 (YOV-1A)
prototipo iniziale, realizzato in 9 esemplari.
OV-1A (AO-1AF)
versione da osservazione diurna, realizzata in 64 esemplari.
OV-1B (AO-1BF)
versione SLAR, realizzata in 101 esemplari.
OV-1C (AO-1CF)
versione da ricognizione notturna IR, realizzata in 169 esemplari.
OV-1D
versione dotata di sensori Consolidated, realizzata in 37 nuovi esemplari, 82 conversioni da versioni precedenti.
JOV-1A
aggiornamento delle versioni OV-1A e OV-1C equipaggiate con armamento offensivo, 59 conversioni.
RV-1C
aggiornamento con equipaggiamento Quick Look ELINT, 2 conversioni.
RV-1D
aggiornamento Quick Look II ELINT, 31 conversioni.
OV-1E
prototipo di uno sviluppo aggiornato non avviato alla produzione, realizzato in un esemplare.

## Utilizzatori
Argentina
- Comando de Aviación del Ejército Argentino

8 OV-1D consegnati e ritirati dal servizio nel 2015.
 Corea del Sud
- Daehan Minguk Gonggun

 Israele
- Heyl Ha'Avir

 Stati Uniti
- United States Army (ritirati dal servizio)